# Clasificación del quechua ancashino

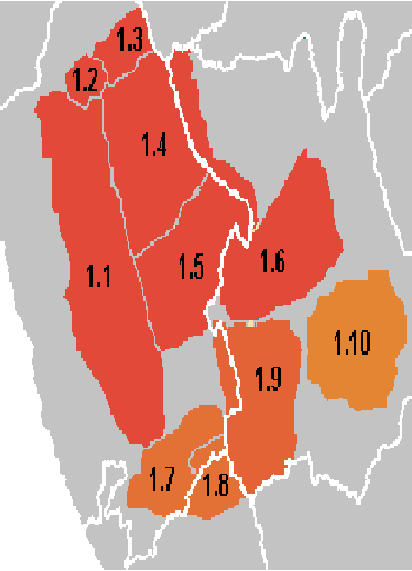
Las variedades del quechua ancashino (en rojo) históricamente se dividen en 2: quechua de Huaylas y el quechua de Conchucos.

El quechua ancashino es una lengua quechua difundida por diversos provincias de Ancash, principalmente en el Callejón de Huaylas y la Zona de Conchucos. Cuenta con alrededor de 1 millón de hablantes nativos, dentro de esta se distinguen dos grandes subvariantes habladas al oeste y al este de la Cordillera Blanca:
- Huaylas
- Conchucos

## Clasificación
Las variedades del quechua ancashino pertenecen a la rama Quechua I de la familia de lenguas homónima. Pertenecen a un continuo dialectal extendido en la Sierra central peruana desde Áncash por el norte hasta las provincias de Castrovirreyna y Yauyos al sur.
Algunas variedades limítrofes de este continuo comparten parcialmente características morfológicas que distinguen al grupo ancashino de los demás quechuas centrales, por lo que es difícil establecer un límite discreto. Entre estas variedades próximas están los quechuas de Bolognesi, Ocros y Cajatambo y el de la región del Alto Marañón en el departamento de Huánuco.

## Dialectos

### Conchucos
El quechua de Conchucos es una variedad de los idiomas quechuas centrales. Se distribuye, en Perú, por la Sierra oriental de Áncash, el noroeste del departamento de Huánuco y parte de la provincia de Corongo. Comparte similitudes gramaticales con la variedad de Huailas.
Comparten como rasgo gramatical distintivo el uso del sufijo aspectual -ski=ri, desconocido en Huailas y difundido en hablas geográficamente próximos. De modo que semánticamente son iguales: mikuskiy con mikuriy.
Existen diferencias fonológicas notables dentro del conjunto conchucano.  En Sihuas, la antiguas consonantes africadas postalveolar [t͡ʃ], representada como ch, y retrofleja [ʈ͡ʂ], representada como ćh, han conservado su punto de articulación. En el resto del conjunto, la postalveolar se ha transformado generalmente en alveolar [t͡s], desafricandose en la provincia de Huamalíes ([s]). A la par solo Corongo mantiene la pronunciación de la retrofleja, mientras las demás hablas la han adelantado a la posición postalveolar.
La consonante uvular, originalmente oclusiva [q] como en Huailas, se pronuncia generalmente como fricativa sonora [ʁ], con la particularidad de ser sorda [χ] en Corongo. En las provincias de Huari y Antonio Raimondi, la uvular posición final origina consonantes largas cuando es parte de algunos sufijos como -taq [tɐ̞ː] o raq [rɐ̞ː].
- En inflexiones verbales se omite 'q'. Ejemplos: Mikurquu --> mikuruu. Mikushqa --> mikusha. Kantaqku --> kantaaku.*
- Sólo en Oriente ancashino. Además de m, mi se usa chaa y mari con el mismo valor significante. ejemplos: paymi = paymari = paychaa. Nuqam = nuqachaa= nuqamari.[4]

## Diferencias
Los principales rasgos morfológicos que diferencian a ambos grupos (Huaylas y Conchucos) son el empleo, por parte del último, del derivativo verbal –ski o –ska (miku-ski-n ‘acaba de comer’, shawa-ska-mu-shun ‘hay que colgar de una vez’) y la monoptongación de las secuencias aw >[oo] (chawpi > [choopi]), ay > [ee] (tsay > [tsee]), y uy > [ii] (mikuy > [mikii]) por parte del primero (alcanzando hasta las zonas fronterizas de Antonio Raimondi y Marañón). También es importante mencionar que en gran parte de los Conchucos, incluyendo Huamalíes, a diferencia de Huaylas, la secuencia aw se monoptonga en [uu] (wayichaw > wayichuu ‘en la casa’ o ‘dentro de la casa’, maychaw > maychuu ‘¿(en) dónde?). 
Fonológicamente, también existen isoglosas que se entrecruzan o existen solo en ciertas partes de las variantes Huaylas y Conchucos. Por ejemplo, solo al norte de Conchucos (Sihuas y Corongo) se preserva la retrofleja ĉ (kaĉi ‘sal’) y en el caso de Sihuas también la ch (chay ‘ese’). En resto de Conchucos así como en Huaylas la palatal ch se ha alveolarizado en ts (tsay ‘ese) o, más drásticamente, en s (say ‘ese’, sakwa ‘perdiz’), como en el caso de Huamalíes (Howard, 2014). En el norte del Callejón de Huaylas (incluyendo Sihuas y Corongo) se ha eliminado la h proveniente de la s en posición inicial de palabra (suqta > huqta > uqta ‘seis’); el resto mantiene la aspiración h o la sibilante s. En Huaylas y el sur de Conchucos se depalataliza la ñ en n (*ñawi > nawi ‘ojo’). Asimismo, en una parte de Conchucos (específicamente en la provincia huanuqueña: Huamalíes), así como en Ocros y Bolognesi (parcialmente) se depalataliza la ll en l. 
Finalmente, la variante Conchucos registra la inestabilidad del fonema postvelar q. En algunos casos, principalmente en la zona noreste, así como en Huamalíes (Huánuco), se sonoriza en [g] (qam > gam ‘tú’). En otros casos, mayormente en Conchucos sur, en final de palabra no agentivo se evapora produciéndose el alargamiento vocálico como compensación q > [ø] (qampaq > qampaa ‘para ti’, mikushaq > mikushaa ‘comeré’, maychawraq > maychuuraa ‘dónde será/estará’). Asimismo, en Conchucos norte, en los sufijos de tiempo pasado remoto –rqa, pasado reciente –rqu, así como en el participio –shqa, el elemento q se evapora y se produce el alargamiento vocálico: –rqa > [–raa], /–rqu > [–ruu], – shqa > [–shaa], mikurqaa > mikuraa ‘comí’ mikurquu > mikuruu ‘acabo de comer’, upyashqayki > upyashaayki ‘lo que tomas’.